# Nowe Miasto (Powiat Płoński)
Nowe Miasto (auch Nowe Miasto nad Soną) ist eine Stadt und Sitz der gleichnamigen Gemeinde im Powiat Płoński der Woiwodschaft Masowien, Polen. Zum 1. Januar 2022 erhielt Nowe Miasto sein Stadtrecht wieder, das es seit 1420 bis zum Entzug um 1870 nach dem Januaraufstand innegehabt hatte.

## Gemeinde
Zur Stadt-und-Land-Gemeinde (gmina miejsko-wiejska) Nowe Miasto gehören 37 Ortschaften mit 33 Schulzenämtern.